# Surveyor 2

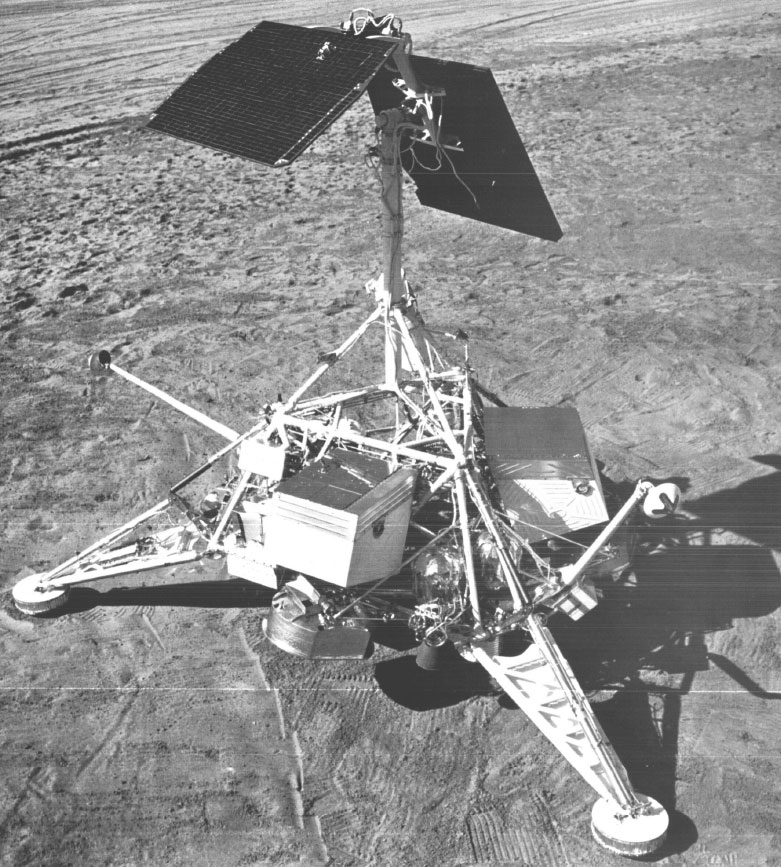
Surveyor

De Surveyor 2 was de tweede lander in het Amerikaanse Surveyor-programma. De lancering vond plaats op 20 september 1966 door een Atlas-Centaur raket en de niet succesvolle landing op de maan op 23 september 1966. Het ruimtevaartuig woog 292 kg. 
Door het falen van een tussentijdse koerscorrectie werd de controle over het ruimtevaartuig verloren. De geplande landingsplaats was Sinus Medii maar de laatste rustplaats voor de Surveyor 2 is nabij de Copernicus krater.
|  |

Surveyor 1 · Surveyor 2 · Surveyor 3 · Surveyor 4 · Surveyor 5 · Surveyor 6 · Surveyor 7